# Emil Bratršovský
Emil Bratršovský (* 4. června 1956 Rokycany) je český spisovatel, sochař a fotograf.

## Život
Narodil se v Rokycanech, kde prožil i prvních patnáct let života. Po základní škole absolvoval Střední průmyslovou školu elektrotechnickou v Plzni a poté ČVUT v Praze, které ukončil s titulem inženýr.
Nastoupil do zaměstnání a zároveň začal dálkově studovat Institut tvůrčí fotografie v Opavě (1985). Studia ukončil dokumentárním souborem z cikánského prostředí Romano Rovibem (1988). Při focení na nepovolené demonstraci byl zbit policií a několik dní strávil ve vyšetřovací vazbě. Po propuštění odešel do Rakouska, kde požádal o politický azyl.
Po listopadu 1989 se vrátil do Čech. Pracoval jako osvětlovač u filmu, noční hlídač na dívčí koleji nebo plavčík a začal se prosazovat jako volný fotograf.
Na začátku devadesátých fotil pro nově vznikající deníky a magazíny dokumentární soubory, nejvíce spolupracoval s časopisem Reflex. V té době cestoval po celém světě a fotil soubory z horolezecké výpravy do Uzbekistánu, squattery v Paříži nebo bezdomovce v bývalém Sovětském svazu. V roce 1993 založil fotografický ateliér Fabrička ve dvoře a věnoval se převážně reklamě. Fotil kampaně pro nadnárodní firmy (Coca-Cola, Ford, T-Mobile apod.). Od začátku nového tisíciletí se začal věnovat převážně fotografickému portrétu a fotil nejznámější osobnosti veřejného života. Tyto práce vyšly v nakladatelství Švestka Hruška v knize Portrét v roce 2008. Svoje fotografické práce také prezentoval na desítkách výstav doma i v cizině.
V roce 1995 se seznámil s keramikem a sochařem Jiřím Pošvou a v jeho ateliéru soukromě studoval tvorbu komorní plastiky. Svoje sochařské práce vystavuje od roku 2005 v různých galeriích v České republice.
V roce 2012 mu vyšel v nakladatelství Daranus první detektivní román Nejasné představy, na který navázala v roce 2016 kniha Lež. V roce 2019 vydal soubor antiutopických povídek Krásný svět.

## Tvorba

### Fotografické knihy
- Portrét (2008)
- Krajině čest (2009)

### Beletrie
- Detektivní novela – Nejasné představy o vraždě (2012)
- Detektivní novela – Lež (2016)
- Soubor antiutopických povídek – Krásný svět (2019)

### Dramatická tvorba
- Nerealisovaný filmový scénář o životě fotbalisty Honzi Bergera – Záložník (2018)